# 센 마사코
센 마사코(千容子, 1951년 10월 23일 ~ )는 일본의 옛 황족이다. 미카사노미야 다카히토 친왕과 친왕비 유리코 사이에 태어난 차녀로, 혼인 전의 이름은 마사코 내친왕(容子内親王)이다. 1983년 센 소시쓰(千宗室)와 결혼하여 2남 1녀를 두었다.
어인(御印)은 단풍나무, 훈등은 훈일등이다. 학위는 가쿠슈인 대학 법학사.